# Катрін Аллегре
Катрін Аллегре (фр. Catherine Allégret; нар. 16 квітня 1946, Париж) — французька акторка театру, кіно та телебачення.

## Біографія
Народилася в сім'ї французької акторки Сімони Синьйоре та режисера Іва Аллегре. Після розлучення батьків її удочерив 1987 року Ів Монтан.
Дебютувала як театральна акторка, у кіно вперше з'явилася 1965 року.
1969 року одружилася з актором Жан-П'єром Кастальді. У 1970 народила сина Бенджаміна, що став телеведучим. Після розлучення одружилася з Морісом Водо, від якого 1984 року народила дочку Клементину.
Зіграла у 78 фільмах.

## Вибрана фільмографія

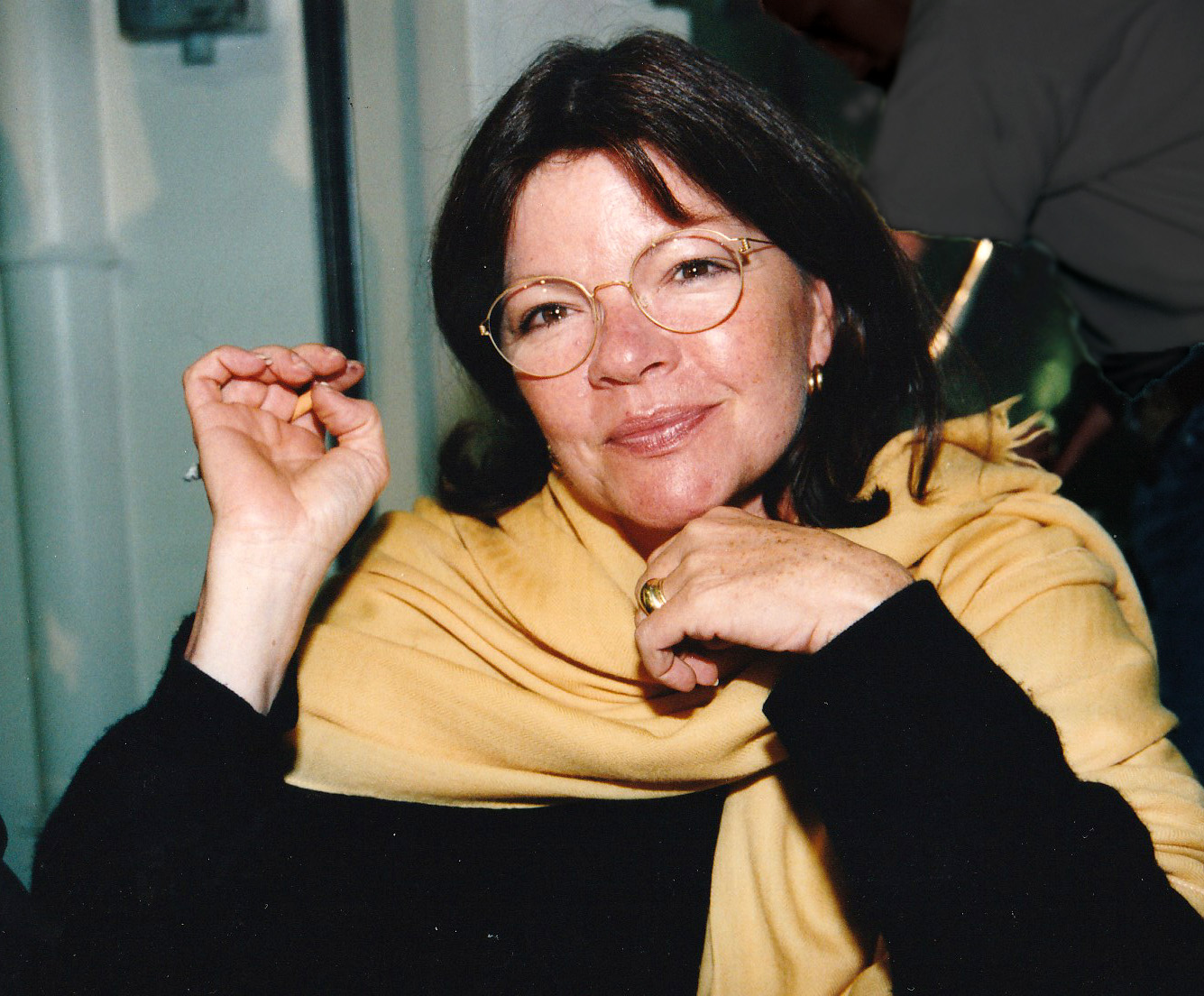
Festival international de géographie, 1998

- 1965 — Вбивця у спальному вагоні / Compartiment tueurs
- 1971 — Це трапляється лише з іншими / Ça n'arrive qu'aux autres
- 1972 — Останнє танго в Парижі / Ultimo Tango a Parigi
- 1972 — Пригоди є пригоди / L'aventure, c'est l'aventure
- 1975 — Тримай у полі зору / La Course à l'échalote